# Esele Bakasu
Esele Bakasu (né le 13 mars 1975 à l'époque au Zaïre, aujourd'hui en République démocratique du Congo) est un joueur de football international congolais (RDC), qui évoluait au poste de défenseur.

## Biographie

### Carrière en sélection
Avec l'équipe du Zaïre puis de la RDC, il joue entre 1997 et 2002.
Il figure dans le groupe des sélectionnés lors des Coupes d'Afrique des nations de 1998, de 2000 et de 2002. Il se classe troisième de la compétition en 1998.
Il joue également deux matchs comptant pour les tours préliminaires de la coupe du monde 2002.